# Ганна, Филиппо
Филиппо Ганна (итал. Filippo Ganna; род. 25 июля 1996, Вербания, Пьемонт) — итальянский трековый и шоссейный велогонщик, выступающий за команду Ineos Grenadiers. Действующий обладатель Часового рекорда езды (56 792 метра).

## Достижения
2014
- 1-й  — Чемпион Италии по шоссейному велоспорту среди юниоров в индивидуальной гонке с раздельным стартом
- 1-й на Chrono des Nations
- 1-й на Trofeo Emilio Paganessi

2015
- 1-й на Chrono des Nations

2016
- 1-й  — Чемпион мира по трековому велоспорту в индивидуальной гонке преследования
- 1-й  — Чемпион Европы по трековым велогонкам среди мужчин в возрасте до 23 лет в индивидуальной гонке преследования
- 1-й  — Чемпион Италии по шоссейному велоспорту среди мужчин в возрасте до 23 лет в индивидуальной гонке с раздельным стартом
- 1-й на Paris–Roubaix Espoirs (U-23)
- 1-й на GP Laguna
- 2-й  на Чемпионате Европы по трековым велогонкам в индивидуальной гонке преследования
- 2-й  на Чемпионате Европы по трековым велогонкам в командной гонке преследования
- 2-й на Trofeo Città di San Vendemiano

2017
- 2-й  на Чемпионате мира по трековому велоспорту в индивидуальной гонке преследования
- 3-й  на Чемпионате мира по трековому велоспорту в индивидуальной гонке преследования
- 9-й на Чемпионате Европы по шоссейному велоспорту в индивидуальной гонке с раздельным стартом

2018
- 1-й  Чемпион мира по трековому велоспорту в индивидуальной гонке преследования
- 3-й Чемпион мира по трековому велоспорту в командной гонке преследования

2020
- 1-й  Чемпион мира по шоссейному велоспорту в индивидуальной гонке

2020
- 1-й  Чемпион мира по шоссейному велоспорту в индивидуальной гонке